# Luigi Oreglia di Santo Stefano

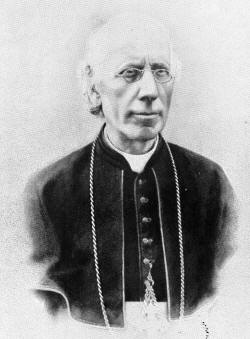
Kardinal Oreglia di Santo Stefano

Luigi Kardinal Oreglia di Santo Stefano (* 9. Juli 1828 in Bene Vagienna, Provinz Cuneo, Italien; † 7. Dezember 1913 in Rom) war ein italienischer Geistlicher und Kurienkardinal der römisch-katholischen Kirche. Von 1896 bis zu seinem Tod war er Kardinaldekan.

## Leben
Luigi Oreglia di Santo Stefano, aus der Familie der Barone von Santo Stefano stammend, empfing 1851 nach Studien in Turin das Sakrament der Priesterweihe. Nach weiteren Studien an der Päpstlichen Diplomatenakademie in Rom, die er als Doctor iuris utriusque abschloss, wurde er 1859 Prälat der Konsistorialkongregation, was er bis 1866 blieb.
Papst Pius IX. ernannte ihn am 4. Mai 1866 zum Titularerzbischof von Tamiathis und zum Apostolischen Nuntius in Belgien. Die Bischofsweihe spendete ihm am 13. Mai desselben Jahres Lodovico Kardinal Altieri, Kardinalbischof von Albano; Mitkonsekratoren waren die Kurienerzbischöfe Pietro de Villanova Castellacci und Alessandro Franchi. In Belgien wandte er sich gegen liberale katholische Bestrebungen. Am 29. Mai 1868 wurde Oreglia Nuntius in Portugal. Von 1869 bis 1870 nahm er am Ersten Vatikanischen Konzil teil, auf dem er die Dogmatisierung der päpstlichen Unfehlbarkeit unterstützte.
Papst Pius IX. nahm ihn am 22. Dezember 1873 mit der Titelkirche Sant’Anastasia als Kardinalpriester in das Kardinalskollegium auf. Im Dezember 1876 wurde er Präfekt der Ablass- und Reliquienkongregation, was er bis 1882 blieb. Kardinal Oreglia nahm als Unterstützer des konservativen Flügels am Konklave 1878 teil. Von 1882 bis 1883 bekleidete Kardinal Oreglia das Amt des Kämmerers des Heiligen Kardinalskollegiums. Am 24. März 1884 wurde er von Papst Leo XIII. zum Kardinalbischof von Palestrina ernannt. Ab 1885 war er zudem Kardinalkämmerer und führte als solcher während der Sedisvakanz 1903 die kirchlichen Amtsgeschäfte. Er wurde im Mai 1889 Kardinalbischof von Porto e Santa Rufina sowie Subdekan des Kardinalskollegiums, und schließlich am 30. November 1896 Kardinaldekan und Kardinalbischof von Ostia e Velletri. Nach dem Tod Leos XIII. leitete er das Konklave 1903, dort war er der einzige Kardinal, der bereits zuvor an einem Konklave teilgenommen hatte. Er protestierte zunächst gegen das Veto des österreichischen Kaisers Franz Joseph I. gegen die Wahl von Mariano Rampolla del Tindaro, unterstützte dann aber die Wahl von Giuseppe Sarto zu Papst Pius X.
Er starb im Dezember 1913 85-jährig an einer Lungenentzündung und wurde auf dem Friedhof Campo Verano beigesetzt. Er war der letzte noch von Papst Pius IX. ernannte Kardinal. Sein Tod löste ein internationales Medienecho aus, unter anderem berichtete die New York Times vom Tod Oreglias.